# Arte de Noruega

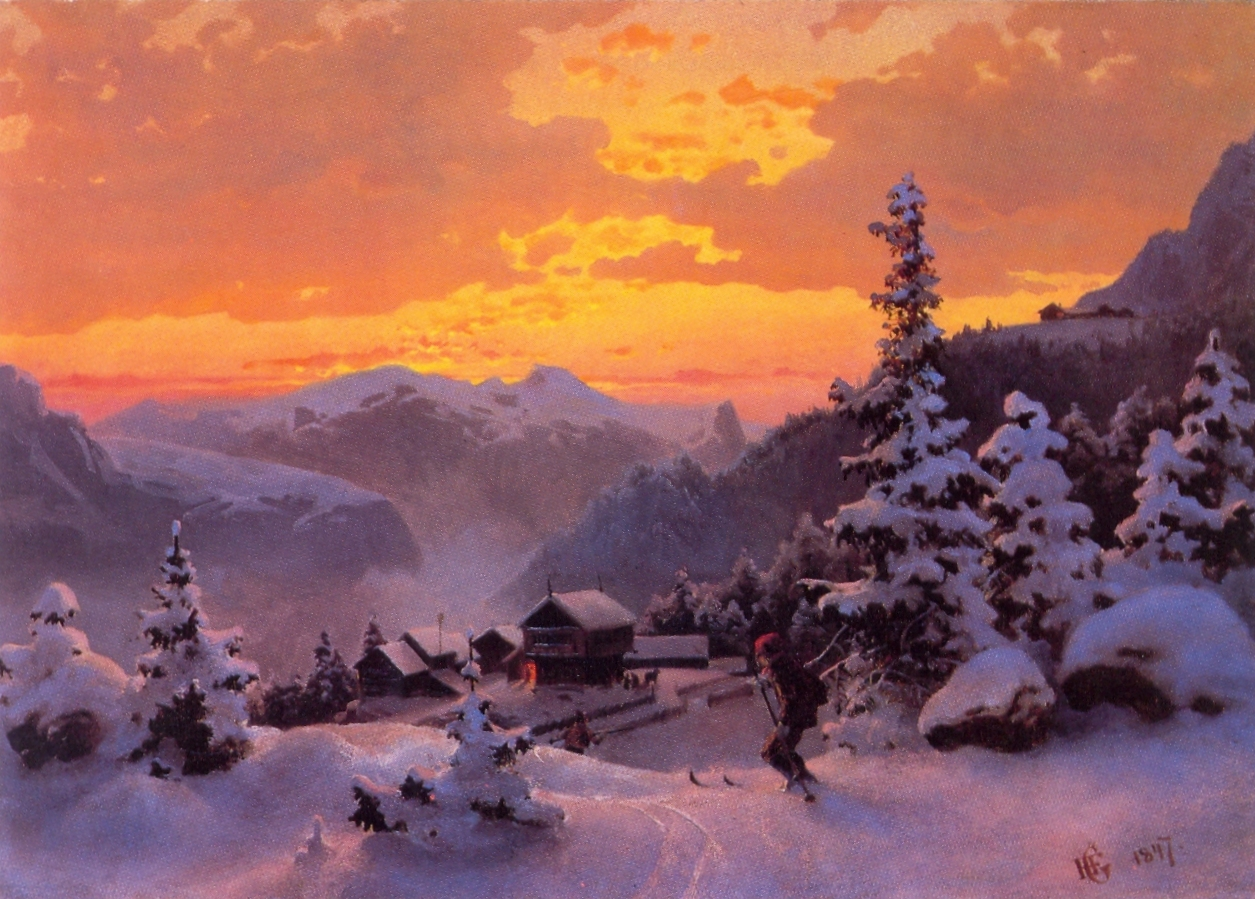
Tarde de invierno de Hans Gude.

El arte de Noruega empezó a ser reconocida en el siglo XIX, especialmente con los pintores de paisajes. Hasta ese momento, la escena del arte en Noruega había sido dominada e influenciada por Alemania, los Países Bajos y Dinamarca. El arte empezó con pintura del paisaje, y más tarde con impresionismo y realismo.

## Inicio
Johan Christian Dahl es a menudo considerado como "el padre de la pintura de paisaje noruego". Después de vivir un tiempo en Copenhague, ingresó a la escuela de Dresde en la que sus contribuciones fueron importantes. Eventualmente volvió a pintar paisajes del oeste de Noruega, definiendo así la pintura de este país por primera vez.
Otro importante colaborador fue Johannes Flintoe, un pintor noruego y danés, conocido por sus pinturas de paisajes noruegos y de trajes folclóricos. Fue profesor en la escuela de dibujo de (Tegneskolen) en Christiania de 1819 a 1851.
Adolph Tidemand estudió en Copenhague, en Italia y finalmente en Düsseldorf donde vivió hasta que volvió a Noruega a pintar cultura agrícola. Sus pinturas más conocidas son The bridal procession in Hardanger (1848) y Haugean (1852).
La reciente independencia de Noruega de Dinamarca animó a los pintores a desarrollar su identidad noruega, especialmente con pinturas de paisajes de artistas como Kitty Lange Kielland, una de las primeras pintoras que estudió con Harriet Backer, otra célebre pintora influenciada por el impresionismo.

## Impresionismo y neorromanticismo
Frits Thaulow, un pintor impresionista, fue alumno de Hans Gude. Más tarde, fue influenciado por la escena de arte en París, en donde desarrolló su talento de pintor. En 1880 volvió a Noruega, y se convirtió en una de las principales figuras de la escena de arte noruega junto con Christian Krohg y Erik Werenskiold.
Christian Krohg fue un pintor realista, también influenciado por la escena de París. Se le recuerda por sus pinturas de prostitutas, que causaron un escándalo en es época.
Thorolf Holmboe estudió con Hans Gude en Berlín y con Fernand Cormon en París, éstos estuvieron inspirados por varios estilos diferentes en su carrera, incluyendo el realismo, el neorromanticismo, el naturalismo y el impresionismo.
Nikolai Astrup creció en Jølster, al oeste de Noruega. Después de estudiar arte en Oslo, volvió a Jølster donde se especializó pintando paisajes neorrománticos, con colores claros y fuertes. Es considerado como uno de los artistas noruegos más importantes de los inicios del siglo XX.

## Expresionismo
Destaca Edvard Munch, pintor y grabador cuyas evocativas obras sobre la angustia influyeron profundamente en el expresionismo alemán de comienzos del siglo XX.